# Mærsk Mc-Kinney Møller (porte-conteneurs)
Pour les articles homonymes, voir Mærsk Mc-Kinney Møller.
Le Maersk Mc Kinney Møller est le premier navire de la classe Triple E de la compagnie Maersk Line . Il a été construit par Daewoo Shipbuilding & Marine Engineering, en Corée du Sud, et mis en service le 2 juillet 2013. Il est nommé d'après le nom du directeur général de la Mærsk Line entre 1965 et 1993, Mærsk Mc-Kinney Møller. C'est le premier navire d'une série de vingt navires identiques, la classe Triple E citée plus haut. C’est à son lancement le deuxième plus grand bateau au monde après le CSCL Globe, qui le devance de quelques mètres ainsi que de 10 000 tonnes.
Il peut emporter jusqu'à 18 270 conteneurs EVP et atteindre 23 nœuds avec 19 membres d'équipage.